# Zielona Góra (województwo pomorskie)
Zielona Góra (kaszub. Zelonô Góra) – wieś kociewska w Polsce położona w województwie pomorskim, w powiecie starogardzkim, w gminie Lubichowo. Wieś jest siedzibą sołectwa Zielona Góra w którego skład wchodzą również miejscowości Budy i Lipinki Królewskie.
W latach 1975–1998 miejscowość należała administracyjnie do województwa gdańskiego.
Pierwsza wzmianka historyczna o wsi pochodzi z roku 1373, kiedy tereny te zostały zasiedlone za panowania Krzyżaków. Teren wsi w większości zajmują gospodarstwa rolne. Głównym źródłem dochodów rolników jest uprawa ziemi oraz hodowla trzody chlewnej oraz bydła.